# Rejon gródecki (obwód lwowski)
Rejon gródecki (ukr. Городоцький район) – dawna jednostka administracyjna Ukrainy, a wcześniej także Ukraińskiej Socjalistycznej Republiki Radzieckiej w Związku Socjalistycznych Republik Radzieckich, funkcjonująca w latach 1940–1941 i 1946–2020. Należał do obwodu lwowskiego. Siedzibą rejonu był Gródek (Horodok; dawniej Gródek Jagielloński, ukr. Городок-Ягеллонський). 
Według ukraińskiego spisu powszechnego z roku 2001 rejonie żyło 74 000 ludzi, w tym 700 Rosjan (0,9%) i 300 (0,4%) Polaków. Powierzchnia rejonu wynosiła 727 km².

## Historia
Rejon gródecki został utworzony 17 stycznia 1940 na podstawie dekretu Prezydium Rady Najwyższej USRR o podziale na rejony zachodnich obwodów USRR, kiedy to w obwodzie lwowskim utworzono 37 rejonów, między innymi gródecki. Rejon objął miasto Gródek Jagielloński oraz obszary zniesionych gmin Lubień Wielki (bez gromady Hodwisznia), Rodatycze i Stawczany. Obszary te należały przed wojną do powiatu gródeckiego w województwie lwowskim.
Rejon gródecki przestał istnieć wraz z wybuchem wojny niemiecko-radzieckiej 22 czerwca 1941. Jego tereny weszły w skład Landkreis Lemberg dystryktu galicyjskiego Generalnego Gubernatorstwa.
Rejon został odtworzony 23 lipca 1944, po zajęciu tych terenów przez Armię Czerwoną.
23 września 1959 do rejonu gródeckiego włączono część zniesionego rejonu komarniańskiego.
Rejon gródecki zlikwidowano w związku z reformą administracyjną w 2020 roku, kiedy to jego obszar wcielono do nowego rejonu lwowskiego.

## Spis miejscowości
- Andryanów (Андріянів)
- Artyszczów (Артищів)
- Bar (Бар)
- Bartanów (Бартанів)
- Bieńkowa Wisznia (Вишня)
- Bratkowice (Братковичі)
- Brzeziec (Березець)
- Buczały (Бучали)
- Burcze (Бірче)
- Dobrzany (Добряни)
- Chiszewice (Хишевичі)
- Chłopy (Переможне)
- Cuniów (Заверещиця)
- Czerlany (Черляни)
- Czerlańskie Przedmieście (Черлянське Передмістя)
- Czułowice (Чуловичі)
- Dobrzany (Добряни)
- Doliniany (Долиняни)
- Drozdowice (Дроздовичі)
- Dubaniowice (Дубаневичі)
- Grabowna (Грабине)
- Gródek (Городок)
- Haliczany (Галичани)
- Henrykówka (Підмогилка)
- Hodwisznia (Годвишня)
- Hoszany (Градівка)
- Jakimczyce (Якимчиці)
- Jaremków (Яремків)
- Jatwięgi (Побережне)
- Kalinka Wielka (Велика Калинка)
- Katarynice (Катериничі)
- Kiernica (Керниця)
- Klicko (Кліцько)
- Kolonia Klicko (Заболоття)
- Komarno (Комарно)
- Koropuż (Коропуж)
- Kosowiec (Косівець)
- Litewka (Литовка)
- Leśniowice (Лісновичі)
- Lubień Mały (Малий Любінь)
- Lubień Wielki (Великий Любінь)
- Lubowice (Любовичі)
- Łowczyce (Лівчиці)
- Malowanka (Мальованка)
- Małkowice (Мавковичі)
- Manasterzec (Монастирець)
- Milatyn (Милятин)
- Milczyce (Мильчиці)
- Mosty (Мости)
- Mszana (Мшана)
- Nowa Wieś (Нове Село)
- Paleniki (Паланики)
- Piaski (Піски)
- Podzwierzyniec (Підзвіринець)
- Polana (Поляна)
- Porzecze (Поріччя)
- Porzecze Gruntowe (Поріччя-Грунтове)
- Porzecze Zadwórne (Поріччя-Задвірне)
- Powitno (Повітно)
- Putiatycze (Путяничі)
- Rodatycze (Родатичі daw. Horodatyczi)
- Romanówka (Романівка)
- Rumno (Грімне)
- Rzeczyczany (Речичани)
- Stodółki (Стоділки)
- Suchowola (Суховоля)
- Szołominice (Шоломиничі)
- Tatarynów (Татаринів)
- Terszaków (Тершаків)
- Tuczapy (Тучапи)
- Tuligłowy (Тулиголове)
- Uherce Niezabitowskie (Угри)
- Uherce Wieniawskie (Зелений Гай)[7]
- Weissmanówka (Залужани)
- Wola Bartatówska (Воля-Бартатівська)
- Wołczuchy (Вовчухи)
- Załuże (Залужжя)
- Zaszkowice (Зашковичі)
- Zawidowice (Завидовичі)
- Zbadyń (Молошки)
- Zuszyce (Зушиці)

## Miejscowości nieistniejące
- Hartfeld[8]